# محمية قصر السراب
محمية قصر السراب هي محمية طبيعية في قلب صحراء ليوا في الإمارات العربية المتحدة. تقع المحمية في منطقة الظفرة، حيث تبلغ مساحة المحمية 308 كم مربع من الكثبان الرملية الطبيعية والمسطحات الملحية. كما تتميز تلك البقعة الساحرة بوجود العديد من فصائل الحيوانات النادرة من طيور، و زواحف، وبعض من الحيوانات الثديية التى يبلغ عددها حوالى 10 أنواع.

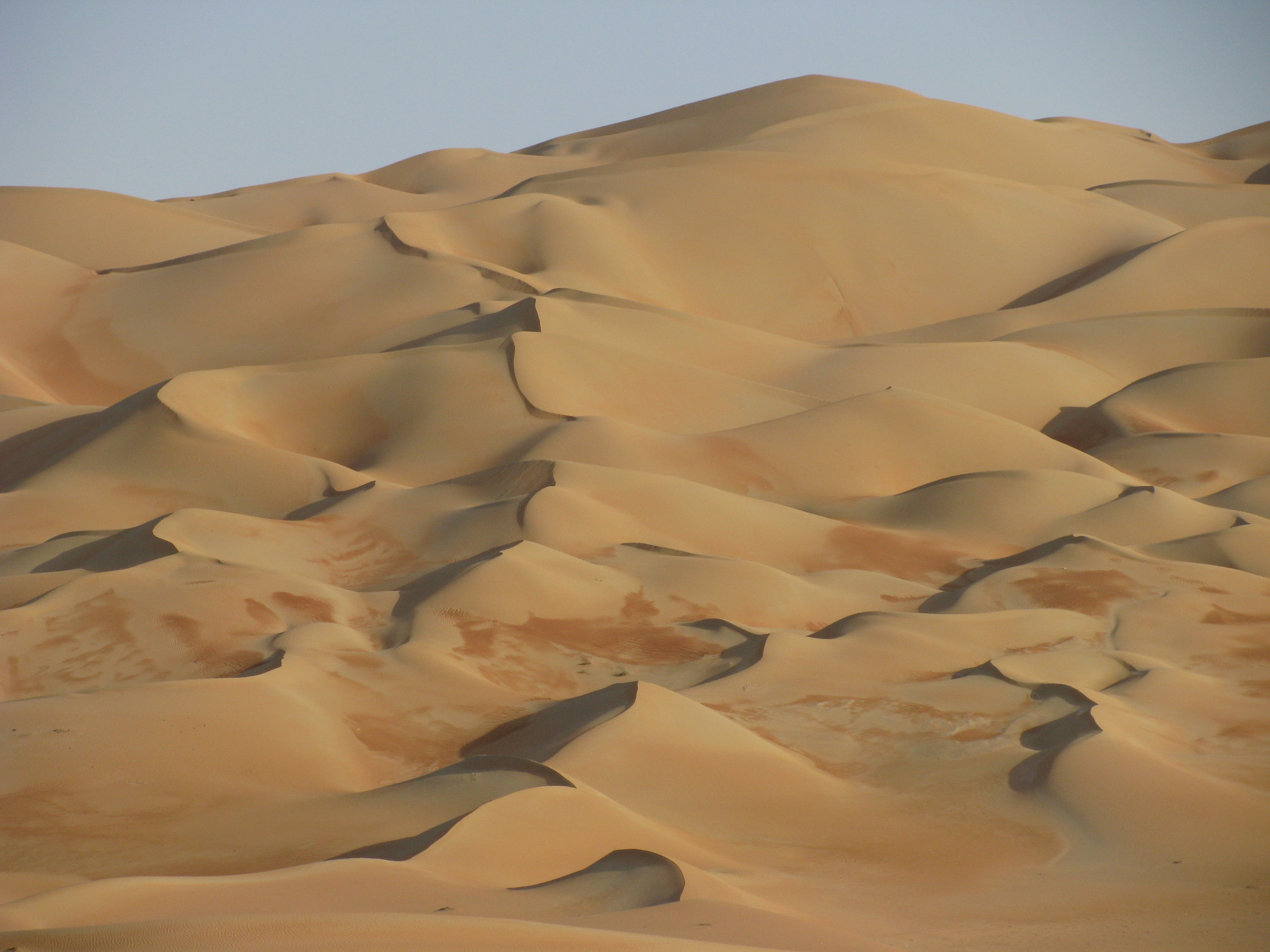
الكثبان الرملية

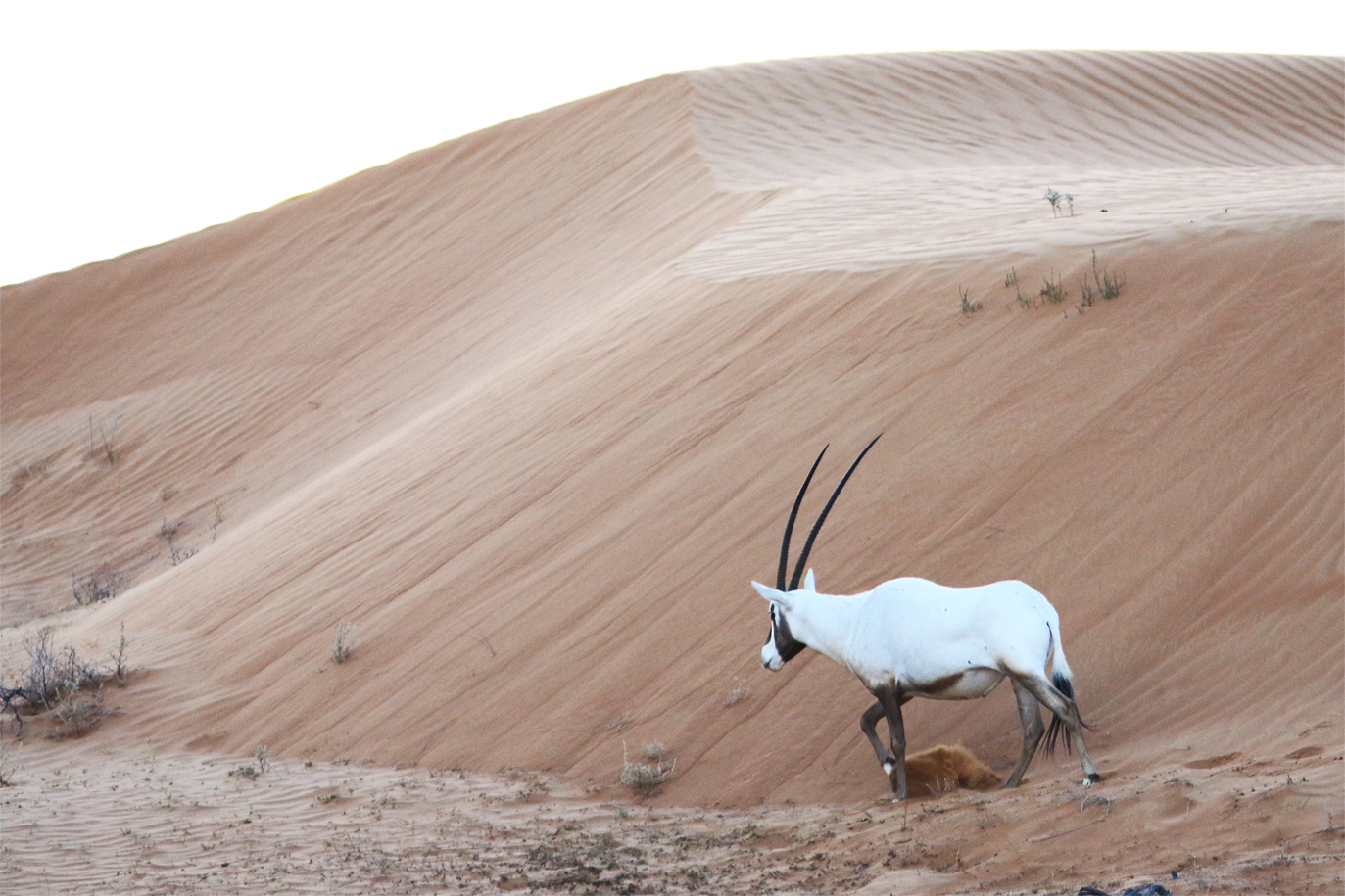
حيوان المها العربي الأصيل

## نبذة عامة
تتميز إمارة أبوظبي بوجود العديد من المحميات الطبيعية، حيث تحتضن الإمارة 6 من المحميات البحرية الطبيعية، و 13 محمية برية طبيعية، والتى تشكل 13% و15.4% من مساحة الامارة. من أهم هذه المحميات محمية قصر السراب، والتى تعتبر من أجمل المحميات الطبيعية في الامارات العربية المتحدة حيث تتميز بالطبيعة الساحرة، والكثبان الرملية التى تحيط بها. تبلغ مساحة محمية قصر السراب ما يقرب من 308 كيلومترات مربعة، وتبعد عن امارة أبو ظبى حوالى 200 كم فقط. تتميز المحمية بطبيعة خلابة حيث تتألف من الكثبان الرملية العالية التي تحجب خلفها منتجع قصر السراب الصحراوي والذي يعتبر واحدا من بين أفضل منتجعات أبو ظبى الصحراوية، حيث تم بناؤه بين الكثبان الرملية في قلب صحراء ليوا، في الربع الخالى لأبو ظبى.
تضم المحمية خليط متنوع من النباتات والحيوانات والزواحف والطيور النادرة، حيث يوجد بالمحمية 16 نوع من النباتات، وأكثر من 30 نوعاً من الطيور، و13 نوعاً من الزواحف، و10 أنواع من الثدييات، فضلاً عن تواجد المها العربي الذي تحرص هيئة البيئة في أبوظبي على توفير كافة سبل الحماية له من الانقراض ونجحت بالفعل في إعادة توطينه بنجاح في المحمية، كما تؤوى هذه المحمية آلاف الحيوانات العربية الأصيلة مثل غزال الريم، وغزال الصحراء، والأرنب الوحشى. كما تم العصور في محمية قصر السراب على بعض الحفريات التى تعود الى العصر الحجرى.